# NGC 4088
NGC 4088 = Arp 18 ist eine Balken-Spiralgalaxie vom Hubble-Typ SBbc im Sternbild Großer Bär am Nordsternhimmel. Sie ist schätzungsweise 37 Millionen Lichtjahre von der Milchstraße entfernt und hat einen Durchmesser von etwa 60.000 Lichtjahren. Die Galaxie weist auffällige Deformationen der Spiralarme auf, möglicherweise hervorgerufen durch die sich in ähnlicher Entfernung befindliche NGC 4085.
Halton Arp gliederte seinen Katalog ungewöhnlicher Galaxien nach rein morphologischen Kriterien in Gruppen. Diese Galaxie gehört zu der Klasse Spiralgalaxien mit abgetrennten Abschnitten (Arp-Katalog).
Die Supernovae SN 1991G (Typ IIP) und SN 2009dd (Typ II) wurden hier beobachtet.
Das Objekt wurde am 9. März 1788 von Wilhelm Herschel entdeckt.

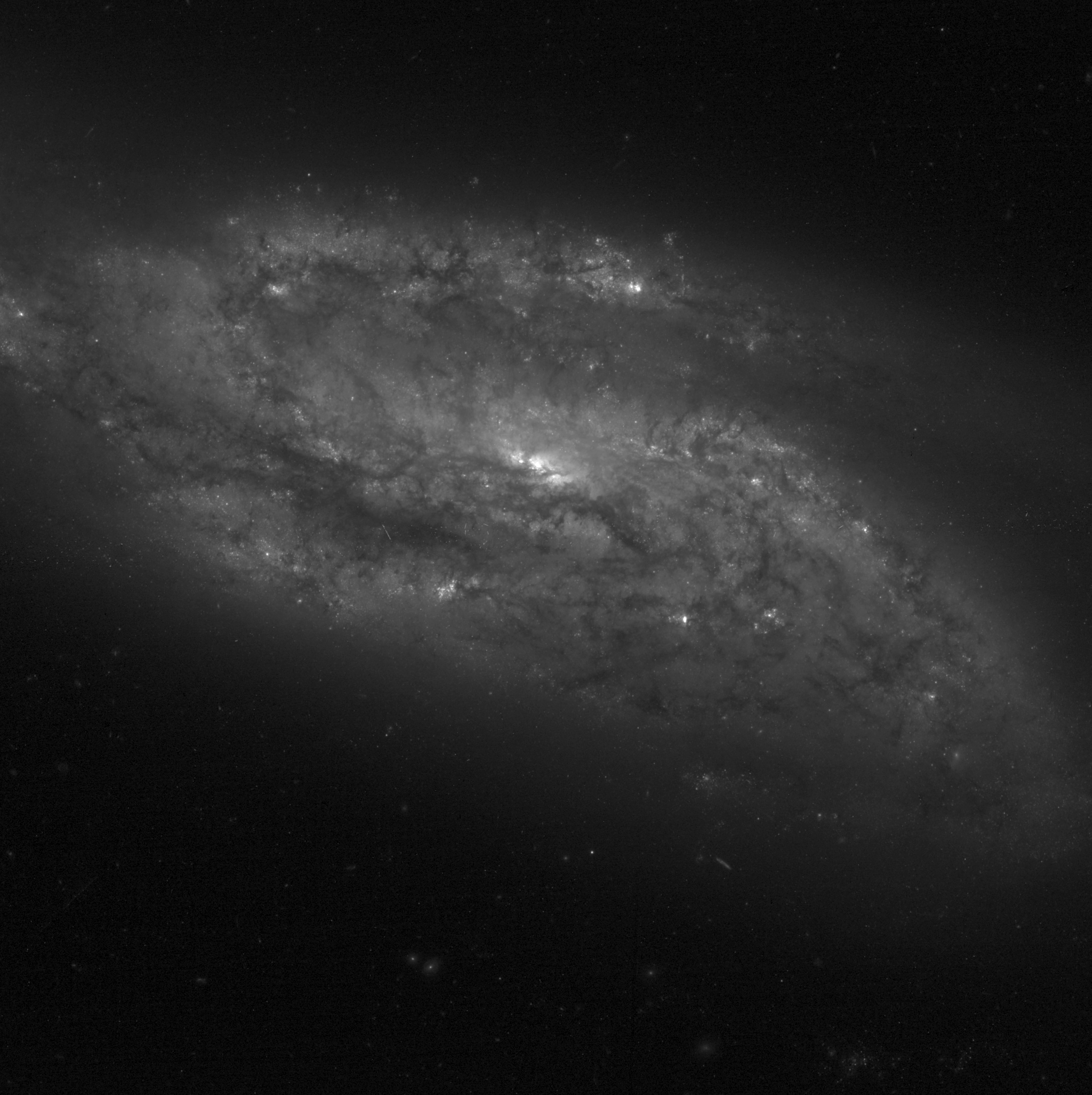
Aufnahme mithilfe des Hubble-Weltraumteleskops
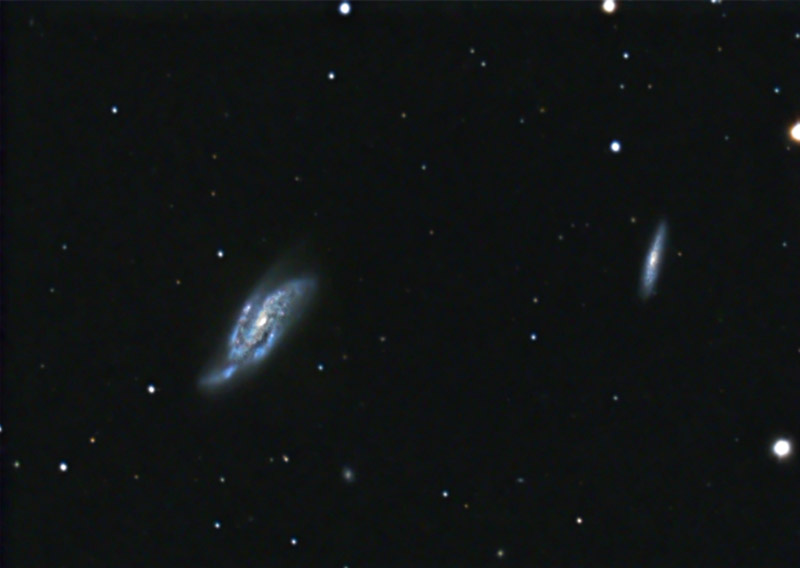
NGC 4088 & NGC 4085